# Leopold Dukes

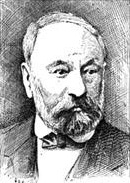
Leopold Dukes (um 1906)

Leopold Dukes (* 17. Januar 1810 in Pressburg; † 3. August 1891 in Wien) war ein österreichischer Literaturhistoriker.
Leopold Dukes entstammte einer jüdischen Familie. Er lebte lange in England und verfasste u. a. eine hebräische Literaturgeschichte des Mittelalters.